# NGC 6826
NGC 6826 (nota anche come C 15) è una nebulosa planetaria visibile nella costellazione del Cigno; è talvolta indicata col nome Nebulosa occhiolino, a causa della sua forma allungata, e ad una traduzione errata dell'inglese blinking nebula, soprannome guadagnato invece perché ad alcuni osservatori appare "lampeggiare" (blink, in inglese). Il fenomeno è puramente soggettivo e peraltro piuttosto comune quando si osserva un oggetto di elevata luminosità superficiale ma debole rispetto al telescopio in uso.

## Osservazione
Si individua 5,5 gradi a nord della stella δ Cygni, mezzo grado ad est della stella 16 Cygni; diventa visibile in un telescopio amatoriale, dove si evidenzia soprattutto la stella centrale, che oscura la nebulosa circostante. Utilizzando la visione distolta si può invece notare una debole struttura chiara. La nebulosa fu scoperta da William Herschel nel 1793, che la descrisse come nebulosa planetaria, simile ad un punto chiaro o due punti vicinissimi.

## Caratteristiche
Una caratteristica distintiva di questa nebulosa è data dalle due chiazze laterali simmetriche, identificate come regioni ad emissione per ionizzazione; queste strutture sarebbero relativamente recenti e si muovono ad una velocità supersonica. Nella parte più interna, una struttura ad involucro simile ad un anello schiacciato circonda la stella centrale, molto luminosa (di undicesima magnitudine).

### Libri
- (EN) Stephen James O'Meara, Deep Sky Companions: The Caldwell Objects, Cambridge University Press, 2003, ISBN 0-521-55332-6.

### Carte celesti
- Tirion, Rappaport, Lovi, Uranometria 2000.0 - Volume I - The Northern Hemisphere to -6°, Richmond, Virginia, USA, Willmann-Bell, inc., 1987, ISBN 0-943396-14-X.
- Tirion, Sinnott, Sky Atlas 2000.0 - Second Edition, Cambridge, USA, Cambridge University Press, 1998, ISBN 0-933346-90-5.
- Tirion, The Cambridge Star Atlas 2000.0, 3ª ed., Cambridge, USA, Cambridge University Press, 2001, ISBN 0-521-80084-6.